# Misty Blue
Misty Blue è il trentottesimo album della cantante jazz Ella Fitzgerald, pubblicato dalla Capitol Records nel 1968.
È l'ultimo della cantante pubblicato dalla Capitol Records.

## Tracce
Lato A
1. Misty Blue (Bobby Montgomery) – 2:30
2. Walking in the Sunshine (Roger Miller) – 2:32
3. It's Only Love (Hank Cochran) – 3:04
4. Evil on Your Mind (Harlan Howard) – 2:18
5. I Taught Him Everything He Knows (Sylvia Dee, Arthur Kent) – 2:47
6. Don't Let That Doorknob Hit You (Vic McAlpin) – 2:26

Lato B
1. Turn the World Around (Ben Peters) – 2:45
2. The Chokin' Kind (Harlen Howard) – 2:02
3. Born to Lose (Ted Daffan) – 3:18
4. This Gun Don't Care (Larry Lee) - 2:44
5. Don't Touch Me (Hank Cochran) – 2:56